# TER La Coruña-Oporto

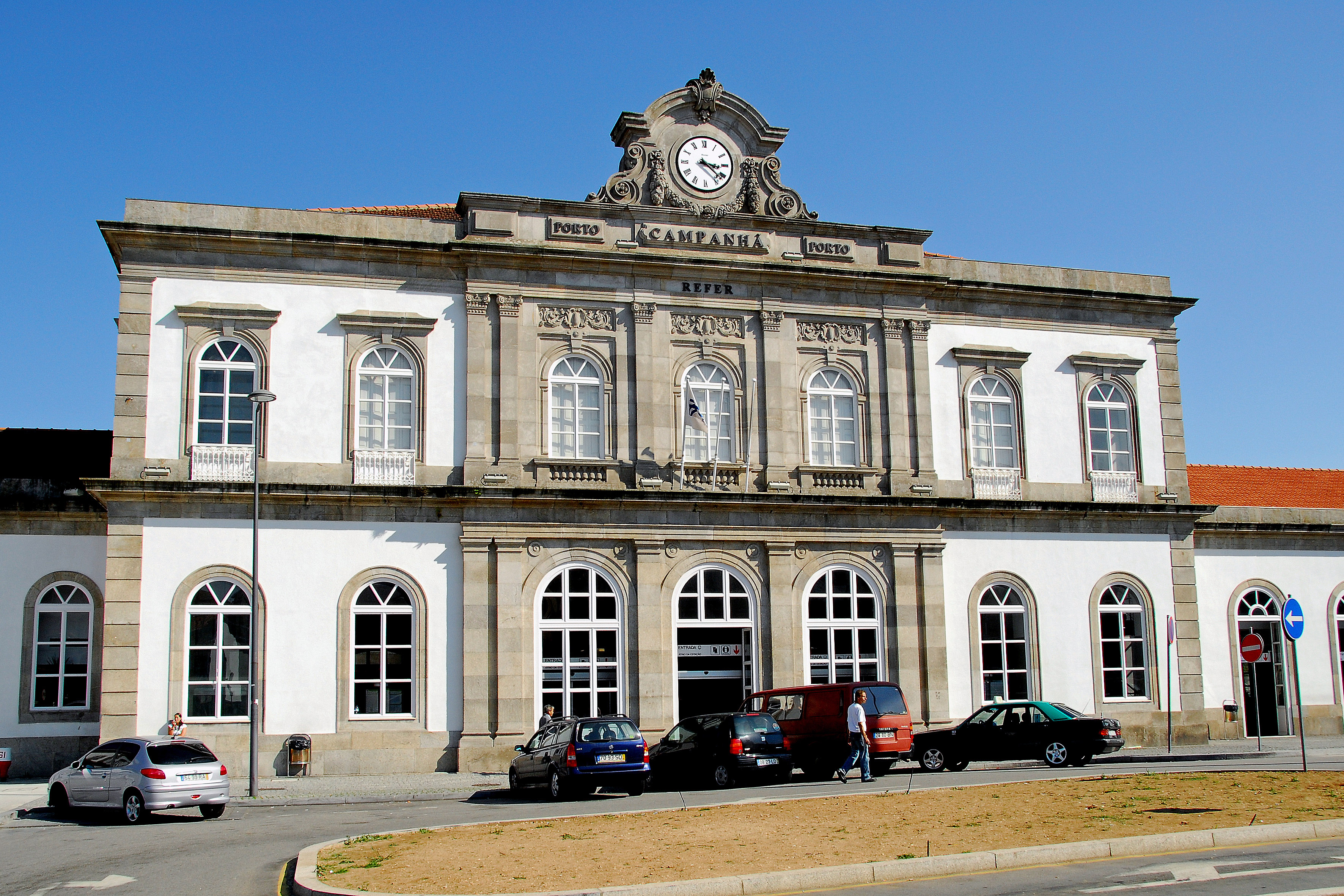
Estación de Porto-Campanhã.

El TER La Coruña - Oporto fue un servicio ferroviario de las operadoras RENFE y Caminhos de Ferro Portugueses, que unía la ciudad de La Coruña, en Galicia, España, con Oporto, en Portugal. Su recorrido fue reducido de La Coruña a Vigo al año siguiente, cambiando en consecuencia su denominación.

## Historia
Fue inaugurado en mayo de 1971, con la tipología TER de la Red Nacional de Ferrocarriles Españoles, como composición de lujo, uniendo la localidad de La Coruña a la Estación de Campanhã, en la ciudad de Oporto, pasando por Tuy; no obstante, desde mayo de 1972 fue reducido su recorrido, de La Coruña a Vigo, cambiando también su denominación a TER Vigo-Oporto. En septiembre de 1976, este servicio fue sustituido por un automotor de la compañía de los Caminhos de Ferro Portugueses, perdiendo así su carácter de lujo; esta transformación se dio, probablemente, debido a la mayor demanda dentro del territorio portugués.